# 利家圳
利家圳為一座位於臺灣臺東縣卑南鄉的小型灌溉水圳系統。

## 沿革
利家圳最早再1896年由當地利嘉村與大南村（今東興村）原住民村民所自行開鑿，二戰後由當時台灣省政府接收，目前為臺東農田水利會知本工作站進行管理與維護。

## 設施

### 進水口
利家圳源分有兩座進水口，第一座建於利嘉溪支流大南溪溪口右岸處，將大南溪溪水引流至沉砂池沉澱後，再利用跨河擋水臨時土堤將利嘉溪主流與大南溪溪水匯集至設置在利嘉溪右岸的第二進水口，爾後臺東農田水利會在利嘉溪河床上興建一座倒洪吸工連結第一進水口的沉砂池與第二進水口，讓大南溪溪水不再經由利嘉溪河床表面引流至第二進水口。

### 幹線
利家圳幹線總長5.1公里，共分有15條支線，總灌溉面積186公頃。
| 路線                | 長度（公尺） |
| ------------------- | ------------ |
| 幹線                | 5116         |
| 第1支線（馬太鞍線） | 1408         |
| 第2支線             | 909          |
| 第3支線             | 417          |
| 第4支線             | 654          |
| 第5支線             | 392          |
| 第6支線             | 2932         |
| 第7支線             | 493          |
| 第8支線             | 955          |
| 第9支線             | 608          |
| 第10支線            | 1029         |
| 第11支線            | 1794         |
| 第12支線            | 1796         |
| 第13支線            | 963          |
| 第14支線            | 799          |
| 第15支線            | 460          |

## 改善工程
- 圳路翻新工程[2]

因利家圳早期進水口及圳路設施老舊，圳路多為乾砌塊石，時易崩塌，影響灌溉甚鉅。臺東農田水利會有鑑於此，即擬定計畫分年分期予以改善，自1993年起至1997年止，分年編列預算進行圳路改善工程。
| 施工年度 | 工程名稱               | 工程內容                                                              | 工程金額           |
| -------- | ---------------------- | --------------------------------------------------------------------- | ------------------ |
| 82       | 利家圳幹線改善工程     | U型混凝土內面工440M                                                   | 新台幣2,287,490元  |
| 86       | 利家圳改善工程(一工區) | 進水口1處,堤防工35M,暗渠工99M,U型混凝土內面工114M,跌水工1處,量水槽1處 | 新台幣6,051,000元  |
| 86       | 利家圳改善工程(二工區) | U型混凝土內面工1184M,支線混凝土內面工1947M,暗渠工4座,靜水工16處       | 新台幣9,291,564元  |
| 86       | 利家圳進水口改善工程   | 進水口改移新設1處                                                     | 新台幣5,687,800元  |
| 合計     |                        |                                                                       | 新台幣23,317,854元 |

- 鳳凰颱風災害修工程

利家圳進水口因鳳凰颱風來襲導致進水口邊坡遭洪水沖毀，進水口制水門構造物毀損，故臺東農田水利會於2014年12月12日公開進行工程招標，總工程預計耗資新臺幣8,893,000元。
- 蘇迪勒颱風災後修復工程

臺東農田水利會於2015年12月展開利家圳蘇迪勒颱風災後修復工程，工程包括改建進水口、河岸護坡、增建一座排砂閘門以及下河的工作便道一條。

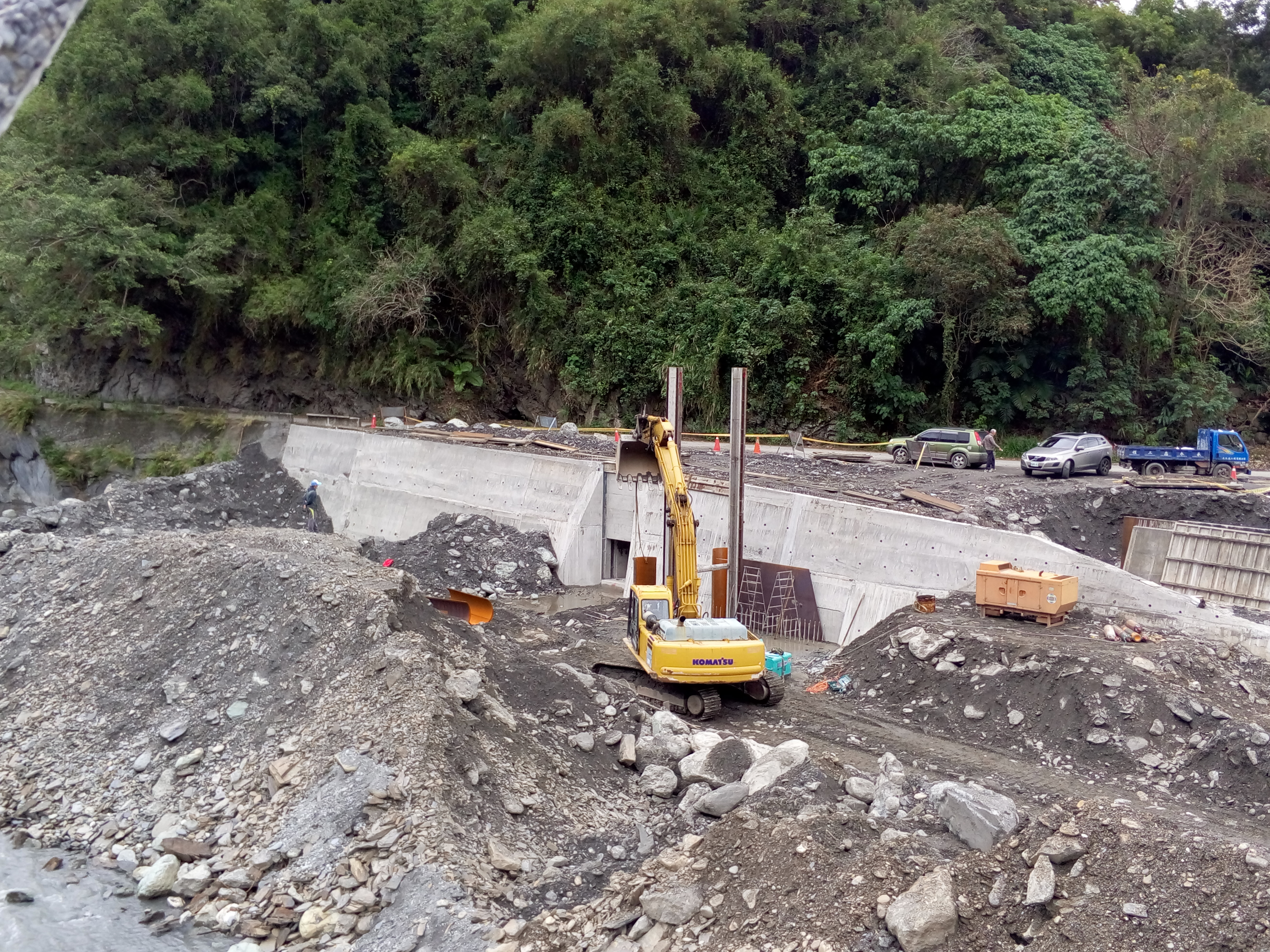
進水口施工遠觀
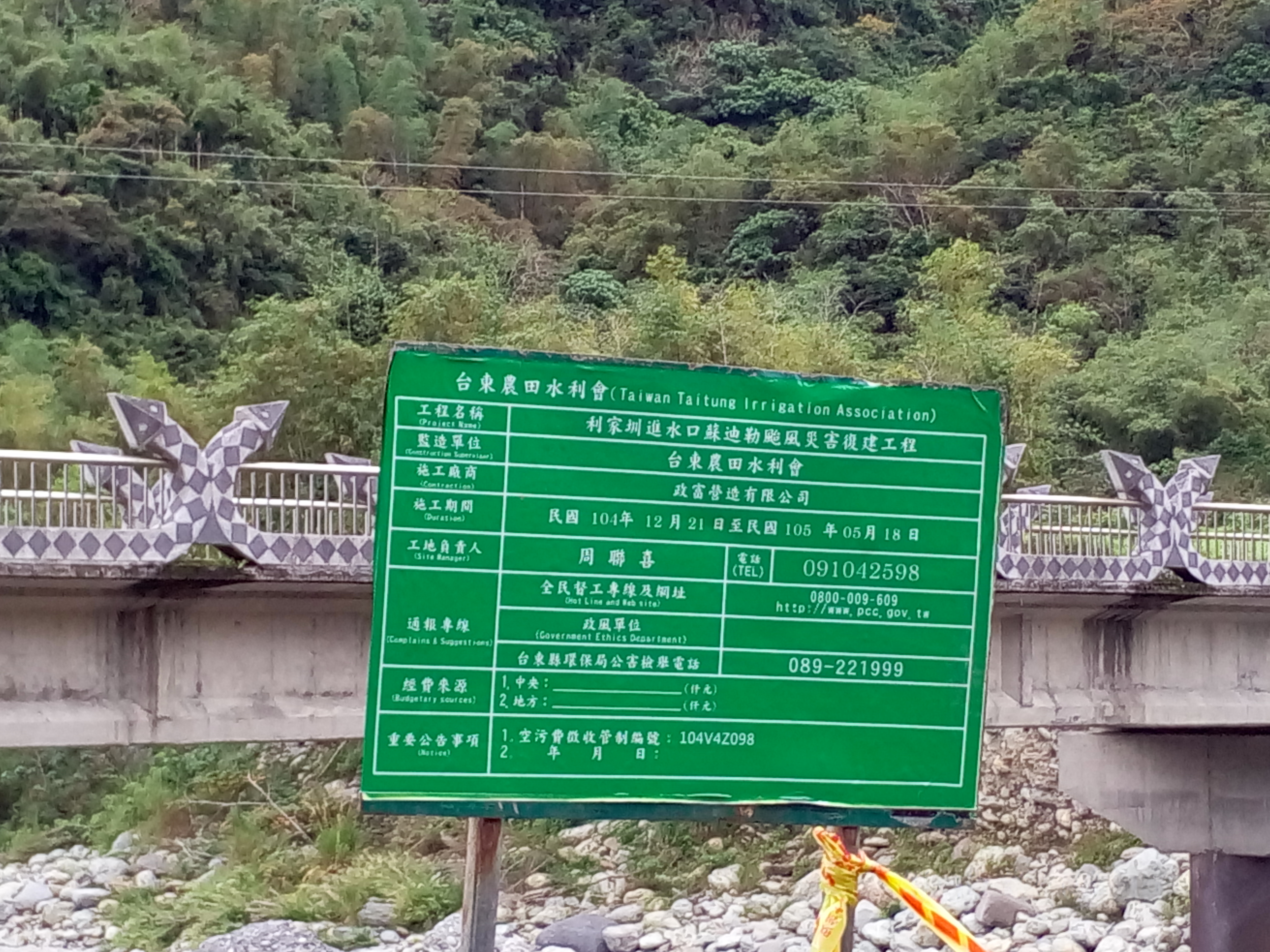
進水口工程告示牌
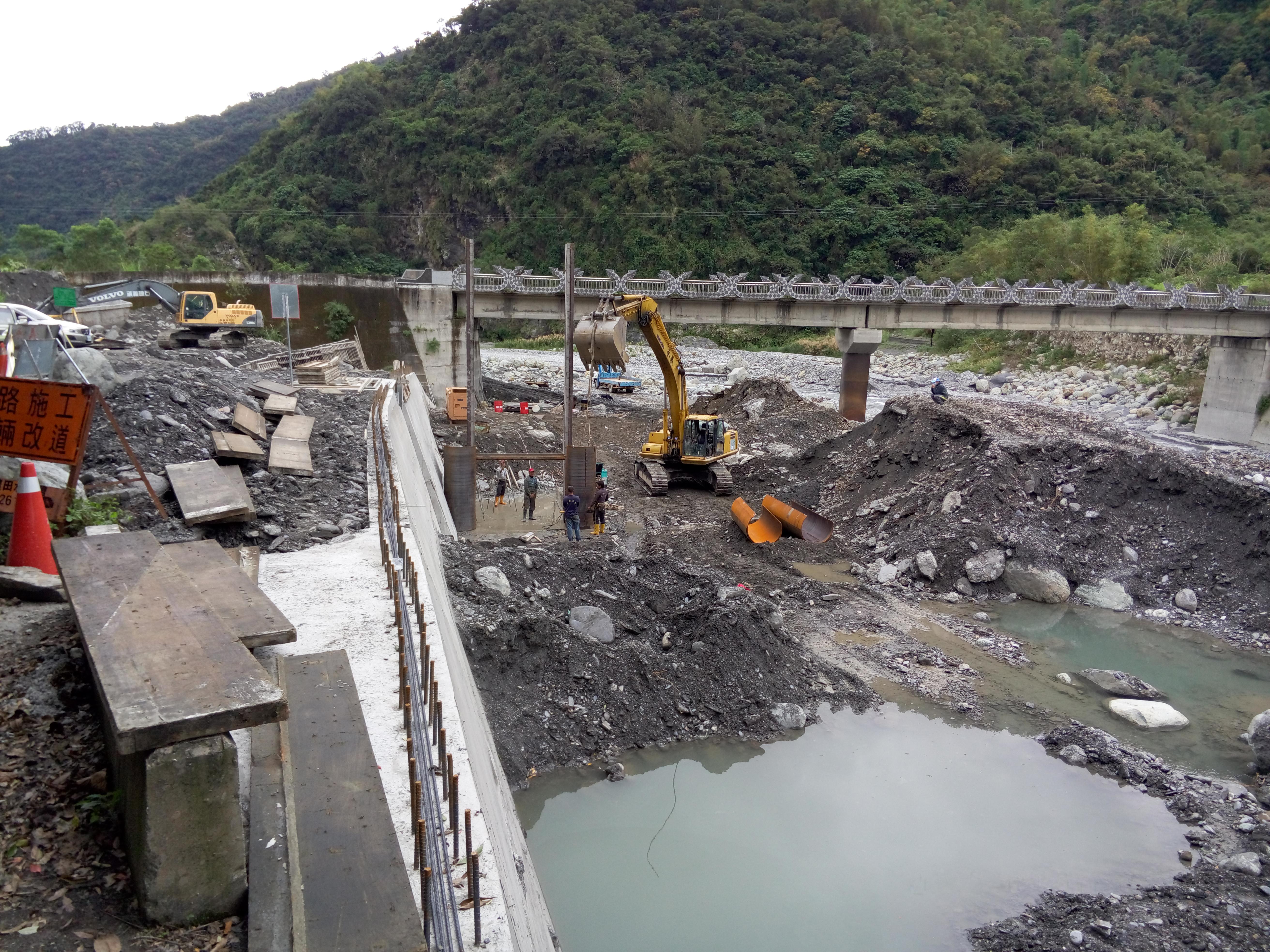
進水口施工情形
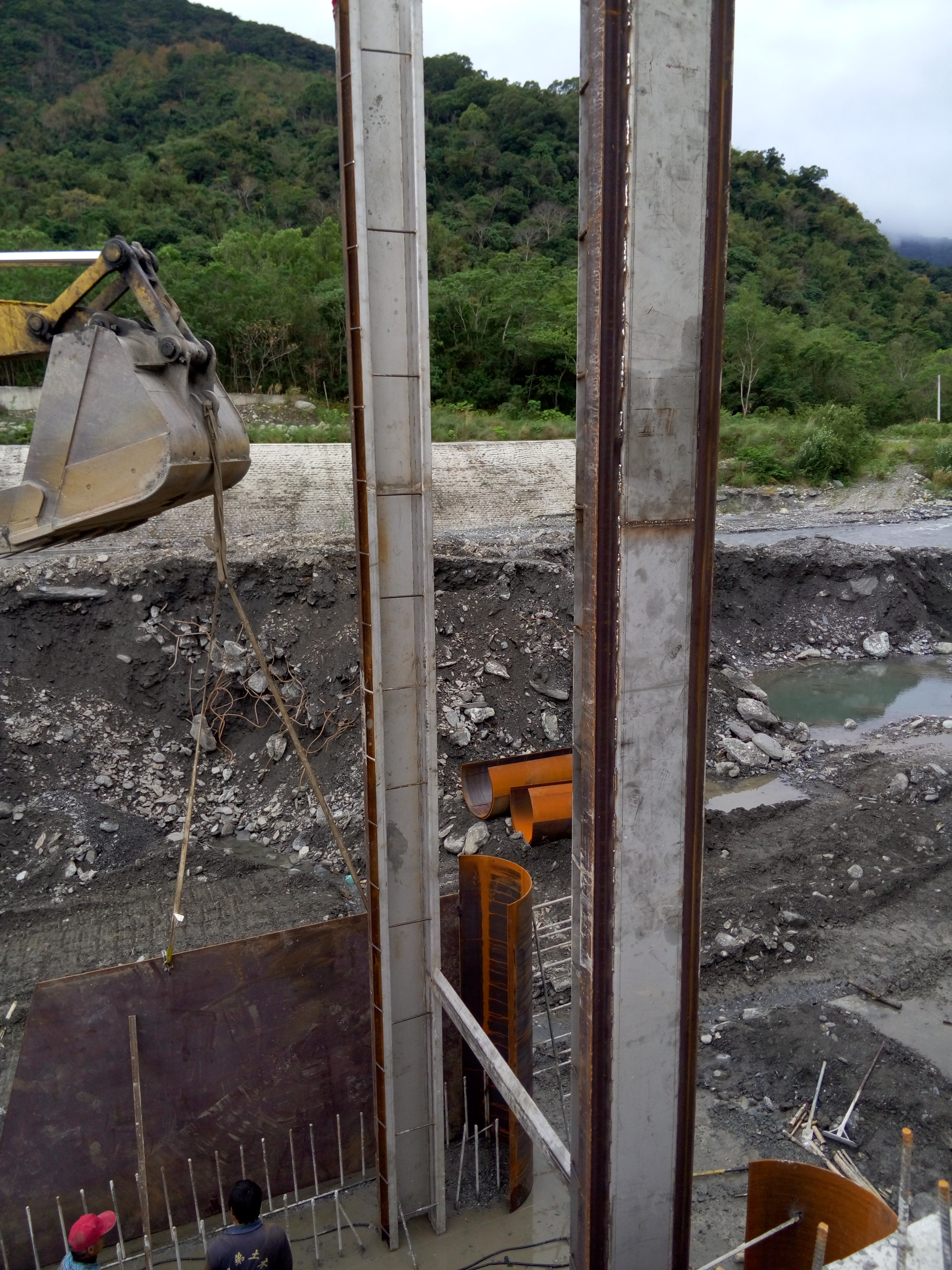
進水口排砂門構造物
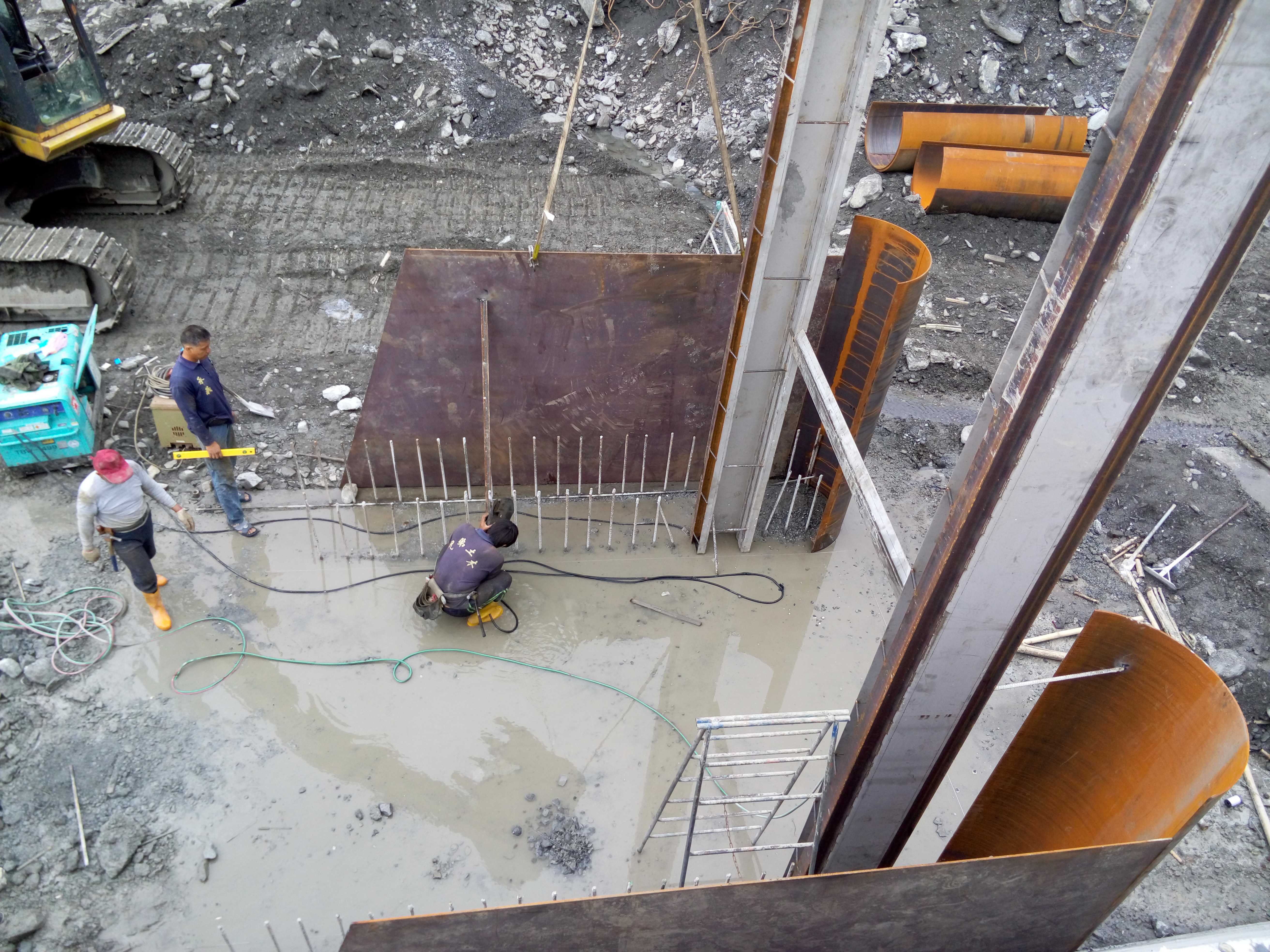
進水口排沙門施作情形
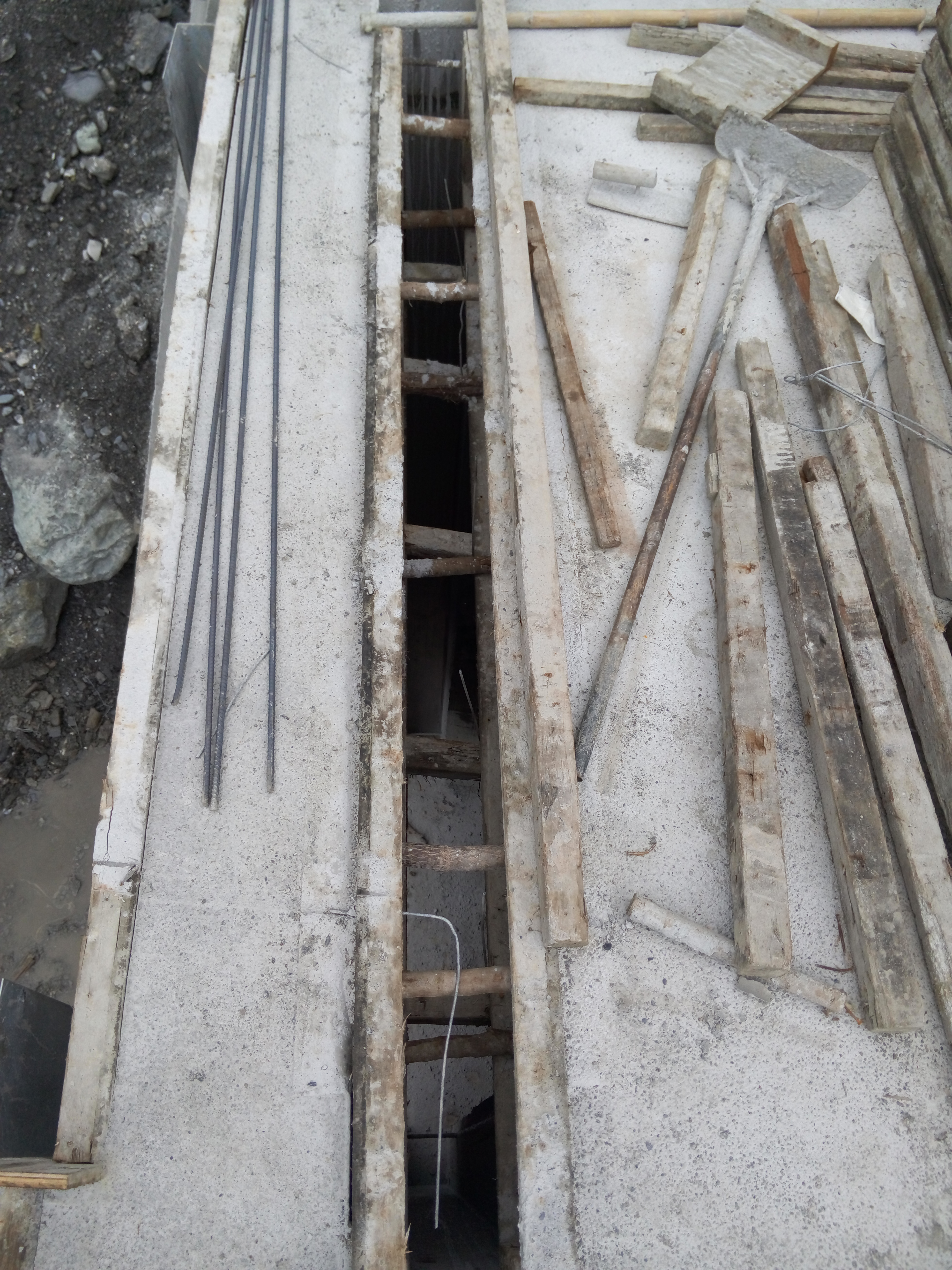
進水口閘門插槽

## 圖集

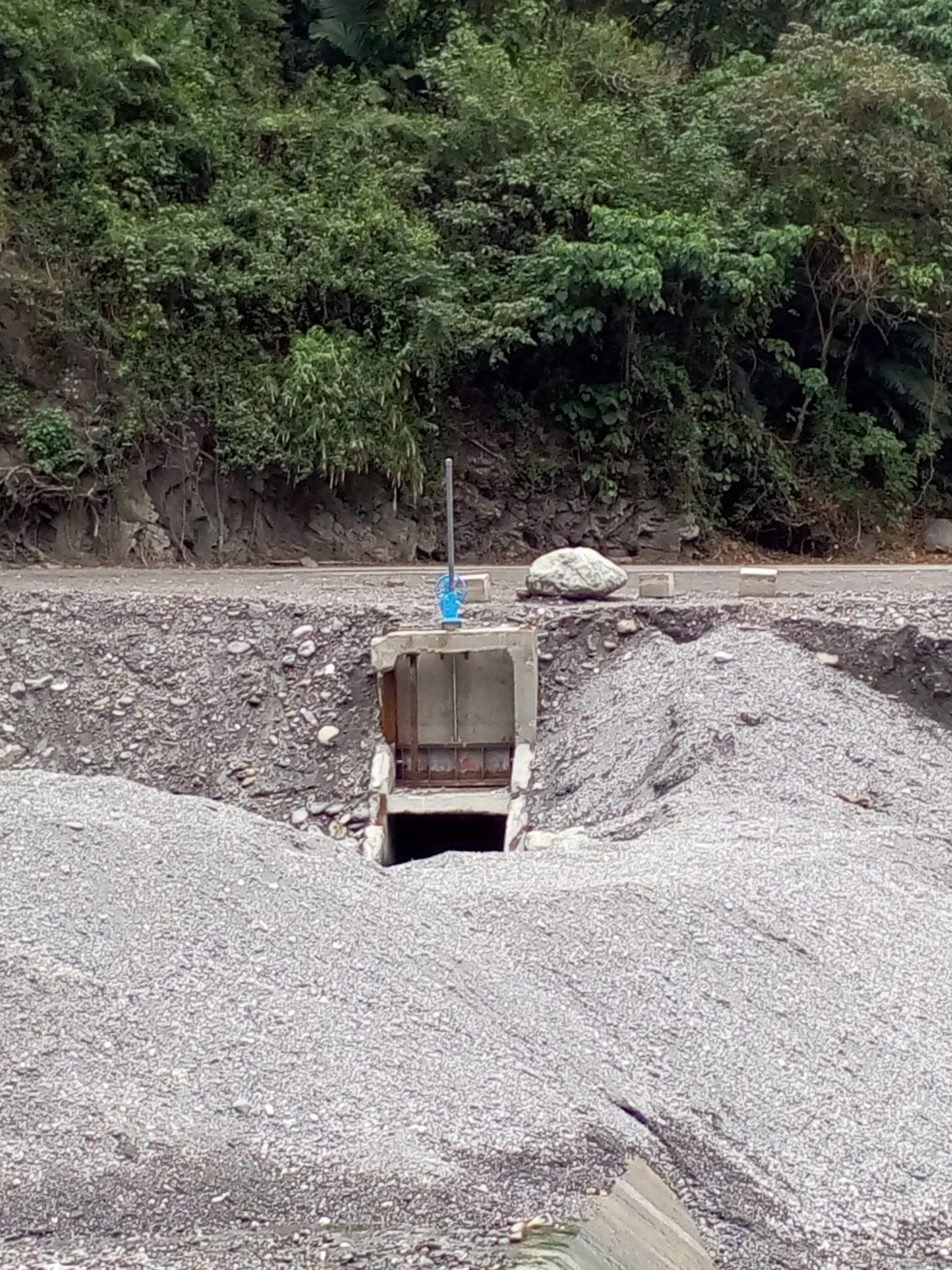
利家圳舊進水口（已拆除）
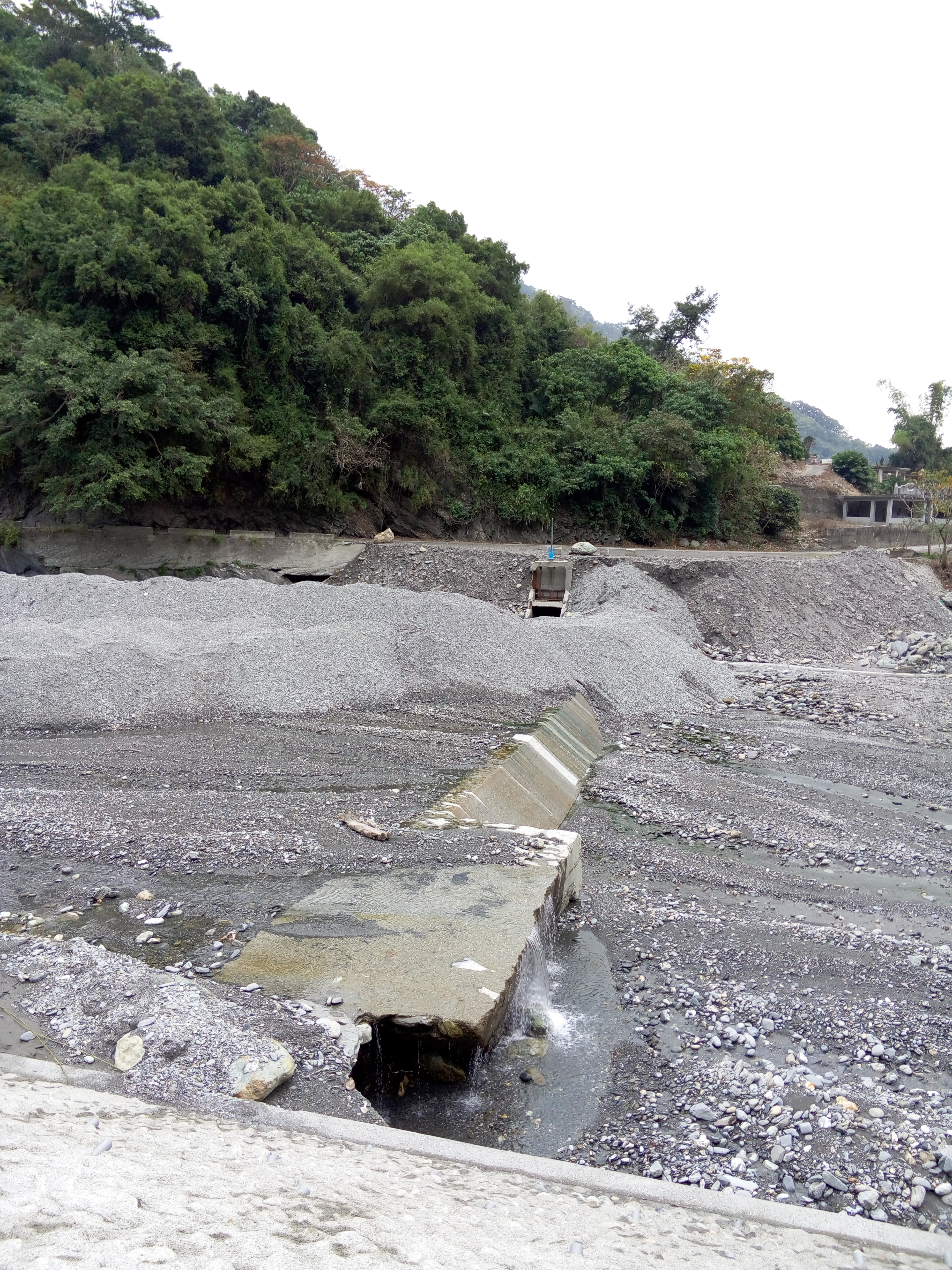
利家圳進水口攔河堰
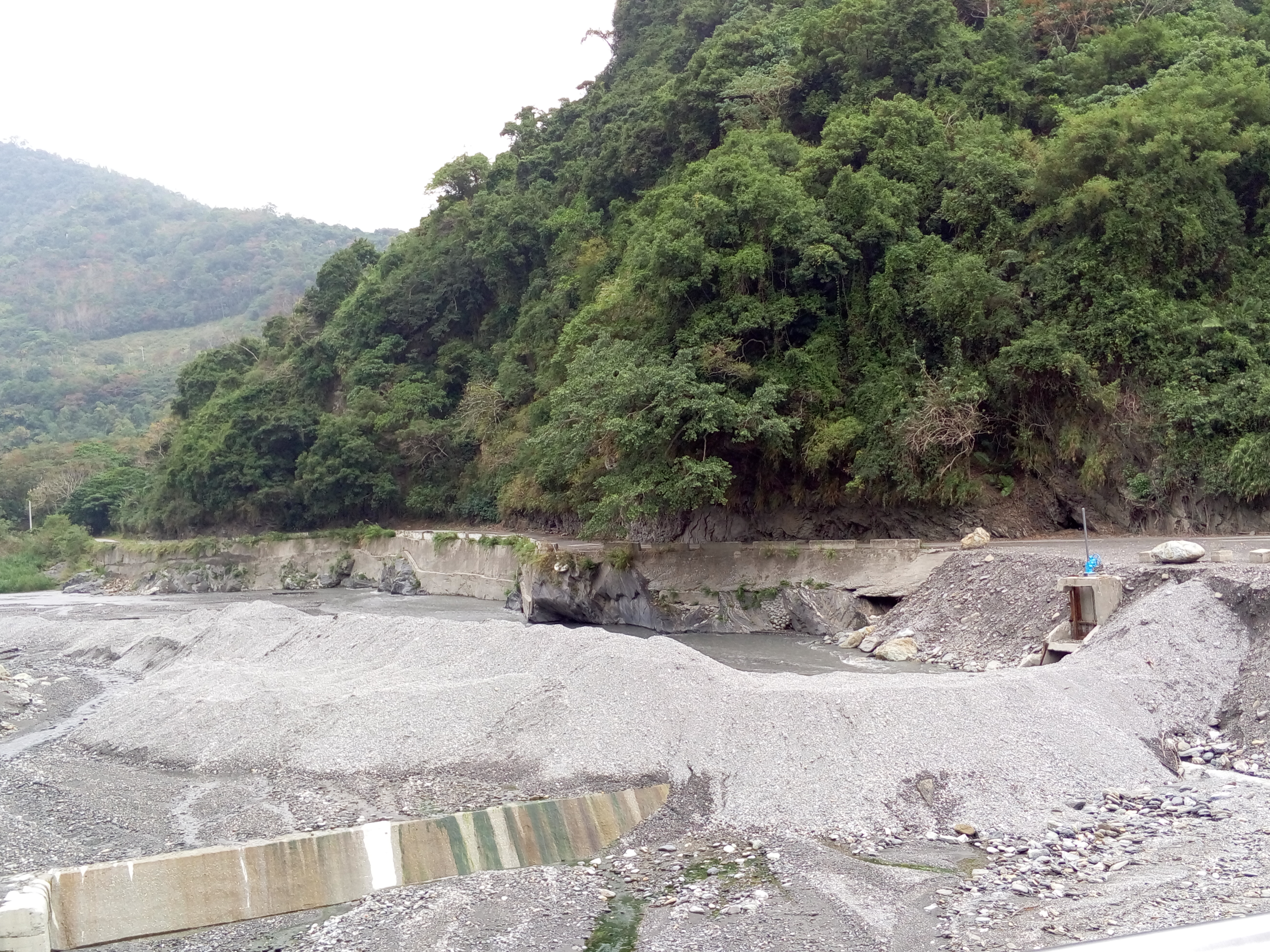
利家圳舊進水口遠觀（已拆除）
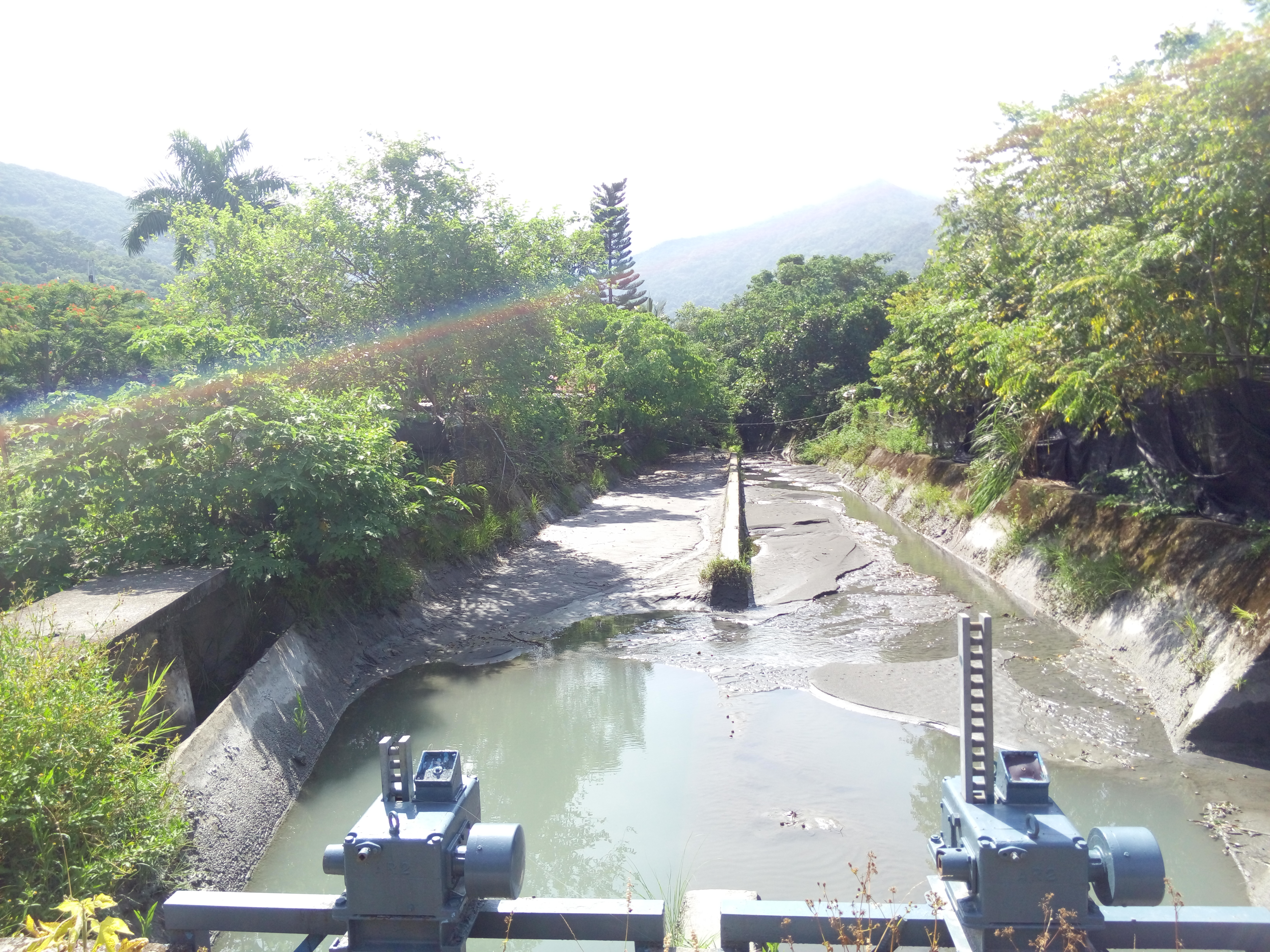
利家圳沉砂池

## 周遭景點
- 新園部落
- 東興發電廠
- 射馬干圳親水公園

## 資料來源
1. ↑  .   [2015-01-06]. （原始内容存档于2014-12-08）.
2. 1 2 3 4 5 6 7  .   [2015-01-06]. （原始内容存档于2015-01-06）.
3. ↑  .   [2014-12-12]. （原始内容存档于2015-01-06）.
4. ↑  .   [2016-01-02]. （原始内容存档于2016-04-01）.